# Harold Sakata
Toshiyuki "Harold" Sakata, född 1 juli 1920 i Holualoa, Hawaii (The Big Island), Hawaii, död 29 juli 1982 i Honolulu, Oahu, Hawaii, var en amerikansk skådespelare av japanskt ursprung. Han är mest känd som Oddjob i James Bond-filmen Goldfinger (1964). Senare i karriären arbetade han ofta under namnet Harold "Oddjob" Sakata.
Före tiden som skådespelare var han tyngdlyftare och tog silver i lätta tungviktsklassen vid OS 1948 i London.

## Filmografi (urval)
- 1982 – Horror Safari
- 1978 – Death Dimension
- 1977 – The Happy Hooker Goes to Washington
- 1976 – Mako - Människohajen
- 1974 – Impulse
- 1966 – Djävulens blomma
- 1966 – Dimension 5
- 1964 – Goldfinger